# ماسل شائولز (آلاباما)
ماسل شائولز (به انگلیسی: Muscle Shoals) شهری در شهرستان کولبرت ایالت آلاباما است که مساحت آن ۴۰٫۲۷ کیلومتر مربع است و در سرشماری سال ۲۰۱۰ میلادی، ۱۳٬۱۴۶ نفر جمعیت داشته و تراکم جمعیتی آن، ۳۲۶٫۴۵ نفر در هر کیلومتر مربع بوده است.